# Episodi de L'asso della Manica (prima stagione)
La prima stagione della serie televisiva L'asso della Manica, composta da 10 episodi, è stata trasmessa sul canale britannico BBC dal 18 ottobre al 20 dicembre 1981. In Italia viene trasmessa su Rai 2 nel 1983.
| n° | Titolo originale           | Titolo italiano                 | Prima TV Regno Unito | Prima TV Italia |
| -- | -------------------------- | ------------------------------- | -------------------- | --------------- |
| 1  | Picking It Up              | Raccolta di morte               | 18 ottobre 1981      | 1983            |
| 2  | Nice People Die in Bed     | Morte nel letto                 | 25 ottobre 1981      | 1983            |
| 3  | Unlucky Dip                | Uno sfortunato incidente        | 1º novembre 1981     | 1983            |
| 4  | Campaign for Silence       | La campagna del silenzio        | 8 novembre 1981      | 1983            |
| 5  | See You in Moscow          | Intrigo a Mosca                 | 15 novembre 1981     | 1983            |
| 6  | Portrait of Yesterday      | Il ritratto                     | 22 novembre 1981     | 1983            |
| 7  | Last Chance for a Loser    | L'ultima chance per un perdente | 29 novembre 1981     | 1983            |
| 8  | Late for a Funeral         | Ritardo per un funerale         | 6 dicembre 1981      | 1983            |
| 9  | Relative Values            | Relativi valori                 | 13 dicembre 1981     | 1983            |
| 10 | The Hood and the Harlequin | Il cappuccetto e l'arlecchino   | 20 dicembre 1981     | 1983            |

## Raccolta di morte
- Titolo originale: Picking It Up
- Diretto da: Martyn Friend
- Scritto da: Robert Banks Stewart

### Trama
Il sergente della polizia di Jersey, Jim Bergerac, torna sull'isola dopo un periodo di assenza a causa di una ferita avvenuta durante un arresto, portandolo all'alcolismo. Bergerac entra a far parte nell'Ufficio Stranieri, guidato dall'ispettore Crozier, e indaga sull'omicidio di un suo collega Tom Draycott e, aiutato dalla compagna della vittima, scopre che stava indagando sul traffico di armi in Sudafrica. Dopo aver risolto il caso viene ammesso all'Ufficio Stranieri definitivamente, anche se deve fare i conti con la riluttanza della sua ex moglie Deborah a causa della loro figlia Kim.

## Morte nel letto
- Titolo originale: Nice People Die in Bed
- Diretto da: Martin Campbell
- Scritto da: John Kershaw

### Trama
Jim viene chiamato ad indagare sulla strana morte di un direttore di beneficenza e il medico legale afferma che il corpo è stato spostato sul letto dopo la morte. Jim arresta due giornalisti che stavano cercando dei documenti che la vittima aveva preparato per denunciare una frode di beneficenza.

## Uno sfortunato incidente
- Titolo originale: Unlucky Dip
- Diretto da: Ian Toynton
- Scritto da: Bob Baker

### Trama
Jim segue il corriere della droga da Parigi al Jersey, ma all'arresto è pulito, avendo perso la droga, con irritazione del suo capo, nonché l'ex pilota automobilistico che lo prende a pugni. Il corriere afferma che Jim lo ha aggredito, facendolo sospendere dal servizio. 

## La campagna del silenzio
- Titolo originale: Campaign for Silence
- Diretto da: Martyn Friend
- Scritto da: Alistair Bell

### Trama
Un'ex militare sta lavorando ad un libro sulle sue esperienze di prigioniero nella guerra di Corea, quando il suo giovane ghostwriter viene ucciso e il manoscritto rubato, dopodiché l'ex militare riceve una minaccia di non pubblicare il libro, e assolda Jim per indagare sull'omicidio.

## Intrigo a Mosca
- Titolo originale: See You in Moscow
- Diretto da: Don Leaver
- Scritto da: Gerry O'Hara

### Trama
Una spia sovietica nonché impiegata statale, riceve una telefonata che le dice che l'MI6 le sta addosso che la costringe a lasciare Londra per Jersey, dove una barca la porterà in Francia diretta in Russia, ma uccide accidentalmente il suo barcaiolo e Jim la deve trovare prima che qualcuno la uccida.

## Il ritratto
- Titolo originale: Portrait of Yesterday
- Diretto da: Laurence Moody
- Scritto da: Dennis Spooner

### Trama
Alla vigilia del matrimonio della figlia di una coppia londinese, l'autista di una Mercedes bianca subisce un'irruzione in chiesa e un registro rubato, e Jim indaga.

## L'ultima chance per un perdente
- Titolo originale: Last Chance for a Loser
- Diretto da: Ian Toynton
- Scritto da: Phillip Broadley

### Trama
Jim indaga su una serie di furti avvenuti ai danni dei membri di un club e scopre che l'informatore dei ladri è un ex professionista del golf, adesso un'insegnante.

## Ritardo per un funerale
- Titolo originale: Late for a Funeral
- Diretto da: Henry Herbert
- Scritto da: Dennis Spooner

### Trama
Jim indaga sull'omicidio di uno subacqueo, avvenuto dopo aver trovato lo scheletro di un pilota aeronautico precipitato in mare durante la Seconda Guerra Mondiale.

## Relativi valori
- Titolo originale: Relative Values
- Diretto da: Martin Campbell
- Scritto da: Peter Miller

### Trama
Quando un ricco recluso muore in circostanze misteriose, suo figlio convince Jim ad indagare sulla morte del padre, scoprendo che sia stato ucciso.

## Il cappuccetto e l'arlecchino
- Titolo originale: The Hood and the Harlequin
- Diretto da: Roger Tucker
- Scritto da: Terence Feely

### Trama
Quando la compagna di un noto criminale francese, si presenta a Jersey, Jim la segue nella speranza che lei lo conduca dal compagno che viene ucciso. Allo stesso tempo, Jim non é contento che Francine trascorra così tanto tempo con un fotografo canadese che ha incontrato sul traghetto, e Jim scopre che il fotografo non è quello che lui dice di essere.